# Paul Gerhard Schoenborn

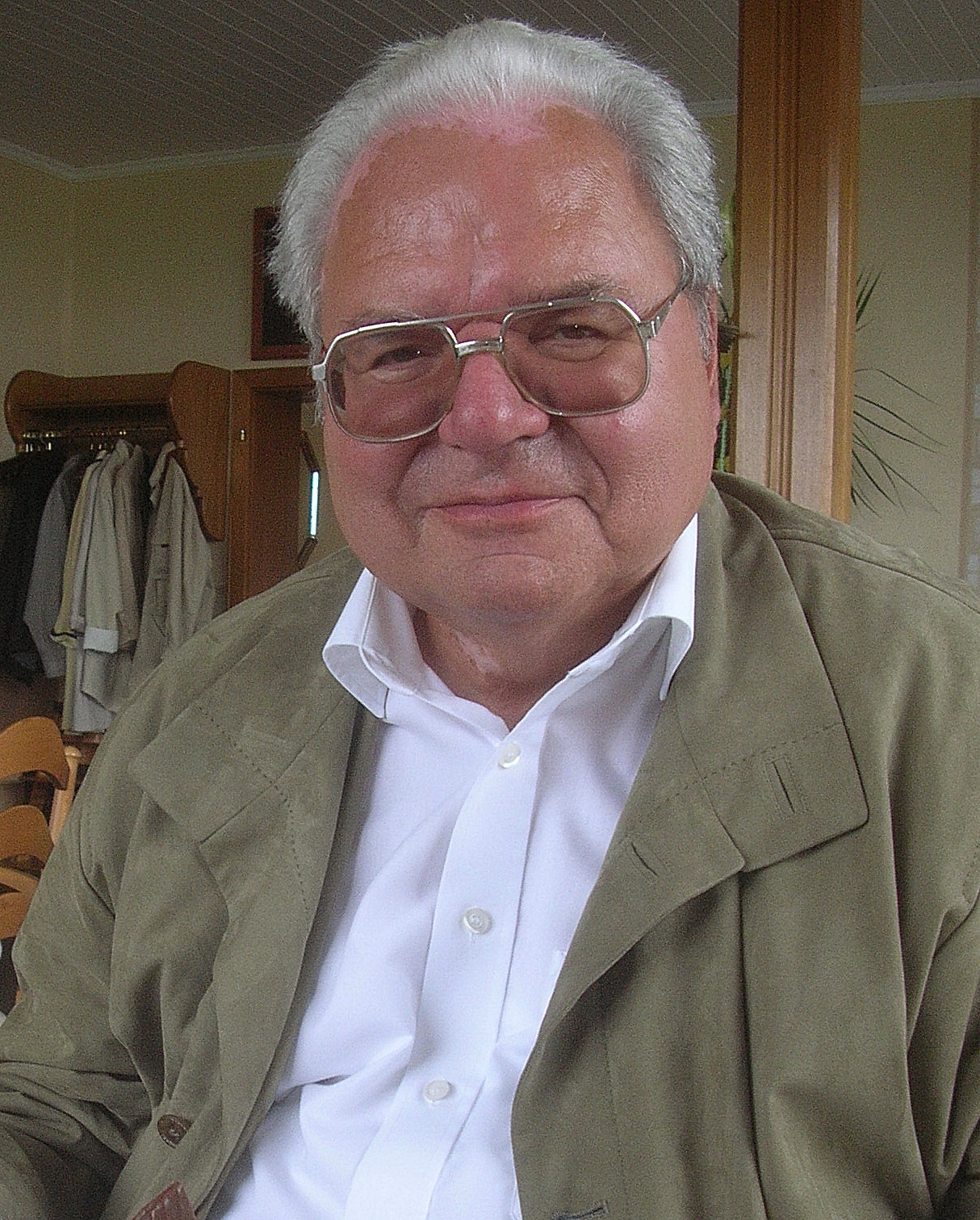
Paul Gerhard Traugott Schoenborn

Paul Gerhard Traugott Schoenborn (* 25. Oktober 1934 in Bochum) ist ein deutscher evangelischer Pfarrer.

## Leben
Der Sohn von Edmund und Emma Schoenborn wuchs auf in Dinslaken am Niederrhein. Er engagierte sich in der Christlichen Pfadfinderschaft Deutschlands (CPD) und studierte Theologie, Philosophie und Soziologie in Wuppertal, Tübingen, Göttingen und Bonn, nach dem Vikariat in Berlin, Saarbrücken, Oberhausen und Bad Kreuznach legte er das Examen bei der Evangelischen Kirche im Rheinland ab. Schoenborn ist mit einer Lehrerin verheiratet.
Er war von 1963 bis 1973 tätig als Pfarrer in der Arbeitergemeinde Rheinhausen-Friemersheim am linken Niederrhein; von 1973 bis 1981 Studentenpfarrer in Wuppertal; von 1981 bis 1995 Pfarrer für Erwachsenenbildung in Wuppertal. Zusammen mit seiner Frau war Schoenborn in den Jahren 1969–1973 Mitglied im Arbeitskreis „Politisches Nachtgebet“ in Rheinhausen. Über viele Jahre war er als Mitarbeiter beim Deutschen Evangelischen Kirchentag (Lateinamerika-Forum) tätig. Er lebte mit seiner Frau Margret seit 1995 im Ruhestand in Wuppertal. Diese verstarb am 19. August 2021.

## Publizistische Tätigkeit
Schoenborn war Mitarbeiter und Autor bei Periodika aus dem linken kirchlichen Spektrum (unter anderen Radius und Transparent). Er ist Verfasser oder Herausgeber von Sachbüchern, Arbeitshilfen und Medienpaketen zur politischen Theologie (u. a. zu den Themen Kirchenkampf und Bekennende Kirche, Barmer Theologische Erklärung, Dietrich Bonhoeffer, Reichspogromnacht, Friedensarbeit, lateinamerikanische Befreiungstheologie, Basisgemeinden in Lateinamerika). Zu diesen Themenfeldern hat er von den 1980er Jahren bis heute zahlreiche Buchvorstellungen verfasst.
1996 erschien Schoenborns Buch Alphabete der Nachfolge. Märtyrer des politischen Christus mit je einem Kapitel über Franz Jägerstätter, Kaj Munk, Dietrich Bonhoeffer, Óscar Romero und Margarida Alves. 2012 erschien Nachfolge – Mystik – Martyrium, Studien zu Dietrich Bonhoeffer, ein Sammelband mit Schoenborns Arbeiten aus drei Jahrzehnten Beschäftigung mit Person, Werk und weltweiten Nachwirkungen dieses Theologen und Widerstandskämpfers.

## Arbeiten zu Kaj Munk
In Zusammenarbeit mit dem dänischen Südschleswiger Rolf Lehfeldt übersetzte Schoenborn sieben der wichtigsten Schauspiele des dänischen Pfarrers und Dichters Kaj Munk (1898–1944) ins Deutsche. Diese gab der Sydslesvigsk Forening, Flensburg, im Jahre 2003 als Buch heraus. Im Jahr 2013 erschienen die von ihm übersetzten „Oxford-Schnappschüsse“ Kaj Munks, ab 2015 mehrere Bände mit weiteren Übersetzungen von Schauspielen des dänischen Dichterpfarrers.
Im Jahre 2004 zeichnete der Kaj Munk Minnefond, Kopenhagen, Schoenborn und die Essener Schauspieler Isabel K. Sandig und Ralf Gottesleben mit dem skandinavischen Kaj-Munk-Preis aus. Damit würdigte er deren Einsatz, Kaj Munk im deutschen Sprachraum bekannt zu machen. Schoenborn hatte im deutschen Sprachraum bei vielen Vortragsveranstaltungen und in zahlreichen Artikeln über Kaj Munks Dichtung, Theologie und politischen Kampf informiert. Sandig und Gottesleben hatten mehr als hundertdreißig Mal Munks Schauspiel Er sitzt am Schmelztiegel in Schoenborns Übersetzung aufgeführt.

## Mitgliedschaften
Paul Gerhard Schoenborn ist Mitglied der Internationalen Bonhoeffer-Gesellschaft, Sektion Bundesrepublik Deutschland, und der Kaj Munk Gesellschaft.

## Schriften

### Bücher
- Basisgemeinden und Befreiung. Lesebuch zur Theologie und christlichen Praxis in Lateinamerika (Hrsg. mit Antonio Reiser). Jugenddienst-Verlag, Wuppertal 1981.
- Der Sinn des Lebens ist das Leben. Selbsterfahrungen mit der Bibel. Burckhardthaus-Verlag, Gelnhausen 1981.
- Sehnsucht nach dem Fest der freien Menschen. Gebete aus Lateinamerika (Hrsg. mit Antonio Reiser). Jugenddienst-Verlag, Wuppertal 1982.
- Die Barmer Theologische Erklärung. Eine hilfreiche Erinnerung – eine gefährliche Erinnerung? dkv, Düsseldorf 1983.
- Wir verwerfen die falsche Lehre. Arbeits- und Lesebuch zur Barmer Theologischen Erklärung und zum Kirchenkampf (Hrsg. mit Günther van Norden, Volkmar Wittmütz). Jugenddienst-Verlag, Wuppertal 1984.
- Barmen 1934–1984. Ausstellung der Evangelischen Kirche im Rheinland zur Barmer Theologischen Erklärung und zum Kirchenkampf – Kurzführer (Hrsg. mit Günther van Norden, Volkmar Wittmütz). Jugenddienst-Verlag, Wuppertal 1984.
- Barmer Theologische Erklärung – Kirchenkampf. Eine Sammlung ausgewählter Dokumente (Hrsg. mit Günther van Norden, Volkmar Wittmütz). Jugenddienst-Verlag, Wuppertal 1984.
- Barmen 1934 – Bekennende Kirche im Nationalsozialismus. Hintergründe – Tendenzen – Anfragen (mit Wilfried vom Bauer). av-edition, München 1984.
- Bekenntnis im Widerstand – 1934 und heute (mit Waltraud Hagemann). Burckhardthaus-Laetare Verlag, Gelnhausen 1984.
- Dem gewaltfreien Jesus nachfolgen. Erfahrungen mit der Bergpredigt. Burckhardthaus-Laetare Verlag, Gelnhausen 1986.
- Das Kreuz, die Hoffnung der Armen. Die Bauern von Solentiname malen ihren Kreuzweg (mit Peter Bock). av-edition, München 1987.
- Als die Gotteshäuser brannten. Was geht uns heute noch die Pogromnacht vom 9. November 1938 an? (mit Wilhelm Böhm, Waltraud Hagemann, Elisabeth Zimmer). dkv, Düsseldorf 1988.
- Kirche der Armen. Basisgemeinden und Befreiung (Hrsg.). Peter-Hammer-Verlag, Wuppertal 1989.
- Vom Krieg zum Frieden. Eine Arbeitshilfe für Gemeinden, Schulen, Friedensgruppen (Hrsg. mit Wilfried Warneck). dkv, Düsseldorf 1989.
- Strukturelemente der lateinamerikanischen Theologie der Befreiung. Verlag Hartmut Spenner, Waltrop 1991 (Wechselwirkungen Nr. 4).
- Alphabete der Nachfolge. Märtyrer des politischen Christus. Peter-Hammer-Verlag, Wuppertal 1996.
- Kaj Munk: Schauspiele. Aus dem Dänischen von Rolf Lehfeldt und Paul Gerhard Schoenborn, mit einem Essay von Arne Munk. AT-Edition im LIT-Verlag, Münster 2003.
- Nachfolge – Mystik – Martyrium, Studien zu Dietrich Bonhoeffer. Edition ITP-Kompass, Münster 2012.
- Oxford-Schnappschüsse eines Dramatikers –  übersetzt und herausgegeben von Paul Gerhard Schoenborn, Edition ITP-Kompass, Münster 2013.
- Kaj Munk – der politische Pfarrer und Dichter, den die SS erschoss , Nordpark Verlag, Wuppertal 2014.
- Kaj Munk: „Das Wort“ –  übersetzt und herausgegeben von Paul Gerhard Schoenborn, Nordpark Verlag, Wuppertal 2015;Neuauflage 2022.
- Kaj Munk: „Geschichtliche Dramen“ (Vogel Phönix – Der Kardinal und der König – Der Sieg – Ewalds Tod) – übersetzt und herausgegeben von Paul Gerhard Schoenborn, Nordpark Verlag, Wuppertal 2016.
- Kaj Munk: „Er sitzt am Schmelztiegel“ – übersetzt und herausgegeben von Paul Gerhard Schoenborn, Nordpark Verlag, Wuppertal 2017.
- Kaj Munk: „Dänische Dramen“ (In der Brandung – Liebe – Das Meer und die Menschen – Eine Kalendergeschichte Der Pfarrer von Vejlby) – übersetzt und herausgegeben von Paul Gerhard Schoenborn, Nordpark Verlag, Wuppertal 2017.
- Kaj Munk: „Ein Idealist - Einige Szenen aus dem Leben eines Königs“ – übersetzt und herausgegeben von Paul Gerhard Schoenborn, darin ferner: Arne Munk „Der Dramatiker Kaj Munk und die geistige Situation seiner Zeit“,  Nordpark Verlag, Wuppertal 2018.
- Kaj Munk: „Fünf politische Predigten in einem besetzten Land“, übersetzt und herausgegeben von Paul Gerhard Schoenborn, Nordpark Verlag, Wuppertal 2018.
- Von der Zeitenwende („Fra Tidehvervet“ – Drama 1928), übersetzt und herausgegeben von Paul Gerhard Schoenborn, Nordpark Verlag, Wuppertal/Radevormwald 2023.
- Unruhestifter („Alverdens  Urostifterne“ – Drama 1943), übersetzt und herausgegeben von Paul Gerhard Schoenborn, Nordpark Verlag, Wuppertal/Radevormwald 2023.
- Die Auserwählten („De Udvalgte“ – Drama 1933), übersetzt und herausgegeben von Paul Gerhard Schoenborn, Nordpark Verlag, Wuppertal/Radevormwald 2025.

### Aufsätze
- Legitime Form der Verkündigung? Politisches Nachtgebet in Rheinhausen. In: Wolfgang Schneider (Hrsg.): Gemeinde heute. Analysen – Berichte – Modelle. Jugenddienst-Verlag, Wuppertal 1970, S. 272–278.
- Rheinhauser Werkstatt - Politisches Nachtgebet im Revier in: akid - Aktion Kirchenreform Informationsdienst, Göttingen 4/1970, S. 20–22.
- Die mit dem Hahn  -  Evangelische Studentengemeinde Wuppertal  - Theologie und Politik, in: Bergische Hochschulzeitung, Dezember 1977, S. 4.
- Es gibt Hoffnung in der Dritten Welt - Erfahrungen einer entwicklungsbezogenen Studienreise der Evangelischen Studentengemeinde Wuppertal nach Brasilien. Teil I in: DER WEG - Evangelisches Sonntagsblatt für das Rheinland, Düsseldorf, Nr. 45/November 1979; Teil II  Nr. 46/November 1979.
- So hautnah noch nie die Armut erlebt - eine Studengemeinde besuchte christliche Gemeinden in Brasilien. In: DER WEG - Evangelisches Sonntagsblatt für das Rheinland, Düsseldorf, Nr. 20/Mai 1980.
- Lateinamerikanische Impressionen - Wuppertaler Studenten nahmen an einer Tagung „Theologie und Pädagogik der Befreiung“ teil. In: DER WEG - Evangelisches Sonntagsblatt für das Rheinland, Düsseldorf, 10. August 1980.
- Studentengemeinde als psychische Auffangstelle - Erfahrungen in Wuppertal. In: Nachrichten der Evangelisch-Lutherischen Kirche in Bayern, München, Nr. 21/November 1980, S. 412f.
- Misa Campesina Nicaragüense 1975/76 in: „Befreiung findet jetzt und hier statt“ – Zur Praxis der Theologie der Befreiung in Nicaragua, Edition Nahua, Wuppertal 1982, S. 81–88.
- Christen und Gewalt in Lateinamerika. In: Brasilien-Dialog, Heft 3, Mettingen 1984, S. 14–17.
- Was geschieht mit einem „kirchengeschichtlichen Jahrhundertereignis“? Zur Entstehung und Bewertung der Barmer Theologischen Erklärung vom 31. Mai 1934. In: Günther van Norden (Hrsg.): Zwischen Bekenntnis und Anpassung. Aufsätze zum Kirchenkampf in rheinischen Gemeinden in Kirche und Gesellschaft. Rheinland-Verlag, Köln 1985.
- Veränderung in Gesellschaft und Gemeinden. In: Neue Stimme – Ökumenische Monatsschrift zu Fragen in Kirche, Gesellschaft und Politik, Nr. 10, Mainz 1987, S. 5–10.
- Es gibt Zeiten, da muss man sich entscheiden. In: Der Frieden in deiner Hand. Christsein heute. Signalverlag, Baden-Baden 1987, S. 98–107.
- Alles in der Natur, vom Elektron bis zum Menschen, ist ein einziger Psalm. Ökologische Aspekte in der Theologie der Befreiung. (mit Hermann Schulz) In: Börsenblatt für den Deutschen Buchhandel, Nr. 19, 6. März 1990, S. 722–727.
- Ende der Geschichte? Ende der Solidarität? In: Für eine Kultur der Gerechtigkeit. Positionen des christlich-sozialistischen Dialogs. Johannes Rau zum 60. Peter-Hammer-Verlag, Wuppertal 1991, S. 15–27.
- Gott auf den Straßen Lateinamerikas. In: Das Baugerüst Nr. 1, Nürnberg 1991, S. 44–47.
- Vom Leben zur Bibel – von der Bibel zum Leben. Der Gebrauch der Heiligen Schrift in den lateinamerikanischen Basisgemeinden und in der Theologie der Befreiung. In: Rundbrief der Arbeitsgemeinschaften der Solidarischen Kirche Westfalen und Lippe, Nr. 67, März 1992, Schwerte 1992, S. 10–20.
- Den Armen Gerechtigkeit. Ökumenisch-theologische Reflexionen. In: Shalom – Auf dem Wege zu Gerechtigkeit, Frieden und Bewahrung der Schöpfung der Evangelischen Kirche von Westfalen, Heft 3, Schwerte 1992, S. 59–76.
- Das dritte Kairos-Dokument: „Der Weg nach Damaskus – Kairos und Bekehrung“. Entstehung – Hintergründe – Konsequenzen für uns. In: Rosch Pina (u. a.): Exegetische Ausgrabungen Nr. 16, Mülheim 1992, S. 30–56.
- Ein gefährliches Buch! Die Bibel in den Basisgemeinden. In: Franziskaner-Mission, Werl, Heft 4/1992, S. 3–8.
- Bonhoeffer in Lateinamerika. Beziehungen zwischen Dietrich Bonhoeffer und Christen und Theologie in Lateinamerika. Ein Werkstattbericht. In: Hermann de Buhr, Heinrich Küppers, Volkmar Wittmütz (Hrsg.): Kirche im Spannungsfeld von Staat und Gesellschaft. Festschrift für Günther van Norden. Düsseldorf 1993 (Schriftenreihe des Vereins für Rheinische Kirchengeschichte Düsseldorf Nr. 111), S. 395–446.
- Die Hoffnung stirbt zuletzt. Anklage und Protest, Visionen und Utopien in Liedern lateinamerikanischen Basisgemeinden. In: Franziskaner-Mission, Werl, Heft 3/1993, S. 16–18.
- In Zeit und Ewigkeit. In: Umwelt lernen, Heft 67, Paderborn 1993, S. 34–35.
- Mystische Gottesliebe und Lobpreisung des Universums - Zu zwei neuen Veröffentlichungen Ernesto Cardenals  In: 'Orientierung, Zürich,  59.Jgg, Nr. 1/1995, S. 3–6.
- Dietrich Bonhoeffer. El mártir. Presencia Ecuménica, Caracas 1995, S. 27–31.
- Kaj Munk – Pastor, Prophet und Märtyrer In: Junge Kirche, Bremen 1995, S. 505–509.
- Kaj Munk – Märtyrer um des offenen Wortes willen In: Orientierung Nr. 13/14, 59. Jahrgang, Zürich 1995, S. 160–164.
- Mit Gottes Hilfe das Volk zum Aufruhr bringen In: Publik-Forum Journal Oberursel,  Nr. 13–1996, S. 44–48.
- Vom langen Atem der Solidarität. Für Marie Veit. In: CuS – Blätter des Bundes der religiösen Sozialistinnen und Sozialisten Deutschlands e. V., Nr. 4/96, Friedrichroda 1996, S. 7–10.
- Neue Literatur zu Franz Jägerstätter In: Evangelische Aspekte, Stuttgart5/1997, S. 48f.
- Ökumenische Aspekte einer Theologie des Martyriums am Beispiel Franz Jägerstätters und Dietrich Bonhoeffers. Veröffentlicht in unterschiedlichen und teilweise stark gekürzten Fassungen in: Orientierung, Zürich, 22/1997, S. 242–246; Imprimatur, Trier, 5–6/1997, S. 205–215; Evangelische Aspekte, Stuttgart, 4/1997, S. 36–40; IBG – Bonhoeffer-Rundbrief, Düsseldorf, 55/1998, S. 28–42; EEB Nordrhein: Dietrich Bonhoeffer. Texte, Materialien und Anregungen für Gemeinde und Erwachsenenbildung, 2005, S. 20–28.
- Erinnern heißt, die Angst verlieren. - Margaret Maria Alves. In: Publik-Forum Journal Oberursel,  Nr. 15–1997, S. 46–49.
- Das Unrecht bannen und die Lüge entlarven – Evangelischer Pastor, Poet und Märtyrer: Vor 100 Jahren wurde Kaj Munk auf Lolland in Dänemark geboren. In: Der Weg, Düsseldorf, Nr. 3/1998, S. 16.
- Mit Gottes Hilfe das Volk zum Aufruhr bringen. Die Rettung der dänischen Juden 1943 und die prophetische Botschaft des Märtyrers Kaj Munk, Transparent Extra S. 1–12. In: Transparent Nr. 49, Duisburg 1998.
- Aufforderung zur Konkretion - zu Günther van Norden: Karl Barth als homo politikus, in: Orientierung, Zürich, 18/1998, S. 189f., S. 50–54.
- Vorbilder des Glaubens: Martin Luther King, Oscar A. Romero in: Christentum Verstehen – Sympathiemagazin, 1998, S. 44–45, Studienkreis für Tourismus und Entwicklung e. V. Ammerland.
- Ein Ökumeniker der Nächstenliebe. Walter Zielke 1932–1987 – Evangelischer Diakon, Religionslehrer, Jugend- und Studentenpastor. In Kirche im Revier – Mitteilungen des Vereins zur Erforschung der Kirchen- und Religionsgeschichte des Ruhrgebiets e. V., Bochum, Jahrgang 1999, S. 15–51.
- Kaj Munk: Dänischer Pfarrer, Dichter und Märtyrer (1898- 1944) In: Freiburger Rundbrief, neue Folge, Freiburg 1999, S. 250–258.
- Dietrich Bonhoeffers Widerstand gegen die Judenverfolgung im Dritten Reich, Transparent-Extra In: Transparent Nr. 54, Duisburg 1999, S. 1–28.
- Märtyrer des offenen Wortes – Kaj Munk und die Rettung der dänischen Juden 1943 in: Diakonia, Seite 293–297, 30. Jahrgang, Heft 4, Seite 293–297, Mainz/Freiburg 1999.
- Alles ist Politik, aber Politik ist nicht alles! Eberhard Bethge zum 90. Geburtstag, in: Evangelische Aspekte, 3/99, S. 50–51, Stuttgart 1999.
- Artikel Barmer Theologische Erklärung in: Evangelische Kirche im Rheinland (Hg.) Kirche Kompakt, Lexikon für Presbyterinnen und Presbyter, S. 45–47, Düsseldorf 2000.
- Artikel Bekennende Kirche in: Evangelische Kirche im Rheinland (Hg.) Kirche Kompakt, Lexikon für Presbyterinnen und Presbyter, S. 53–55, Düsseldorf 2000.
- Marie Veit zum 80. Geburtstag, Transparent-Extra S. 1–2. In: Transparent Nr. 59, Duisburg 2000.Auch in:
- Bericht über ein befreieungstheologisches Buch, das uns angeht: Ludger Weckel: Um des Lebens willen - zu einer Theologie des Martyriums aus befreiungstheologischer Sicht, Transparent-Extra S. 18–24. In: Transparent Nr. 63, Duisburg 2001.Auch in: Vision Mission, Hermannsburg, 8/2000, S. 28–32; Orientierung, Zürich, 5/2001, S. 50–54.
- Bonhoeffer-Literatur  S. 286–294 im Pfälzischen Pfarrerblatt, 95. Jahrgang, Nr. 7/8, 2005, Kaiserslautern 2005.
- Mystik und Lebenskampf. In: RheinReden – Schriftenreihe der Melanchthon-Akademie, Köln 2004, S. 31–40.
- Kaj Munk. Wahrheitszeuge im Widerstand. Einführung in Leben und Werk des Dichters, Pfarrers und Märtyrers. In: Pfälzisches Pfarrerblatt Nr. 5/2006, Kaiserslautern 2006, S. 189–198.
- Dietrich Bonhoeffer. Der Entscheidungsweg eines lutherischen Theologen. In Imprimatur – Nachrichten und kritische Meinungen aus der katholischen Kirche, Trier, Heft 1/2008, S. 21–26 und Heft 2/2008, S. 92–95 (Der Vortrag bei einem Jägerstätter-Symposion in Graz 2007 erschien auch als Transparent Extra Nr. 88, Duisburg, April 2008, und im Pfälzischen Pfarrerblatt, 98. Jahrgang, Nr. 4/2008, Kaiserslautern 2008.).
- Oscar Arnulfo Romero. The Defender of the Poor. In: Søren Dosenrode (Hrsg.): Christianity and Resistance in the 20th Century. From Kaj Munk and Dietrich Bonhoeffer to Desmond Tutu. Leiden/Boston (Brill) 2009, S. 233–260.
- Zielke, Walter. In: Protestantische Profile im Ruhrgebiet. Fünfhundert Lebensbilder aus fünf Jahrhunderten. Hartmut Spenner, Kamen 2009, S. 666–668.
- Politischer Protest und christliches Martyrium. Kaj Munk, Dietrich Bonhoeffer, Oscar Romero und viele andere". In: Hans Jochen Tambour, Friederike Immanuela Popp (Hrsg.): Geschichten verändern Geschichte. Festschrift für Friedrich Dobberahn. Via Verbis Verlag, Taufkirchen 2010, S. 372–384.
- Kaj Munk. Der politische Pfarrer und Dichter, den die SS erschoss, Transparent-Extra S. 1–12. In: Transparent Nr. 98, Marburg 2010.
- „Recordare sanctae crucis“ – Nachruf auf Arne Munk. In: MUNKIANA Nr. 46, 15. Jahrgang,  S. 8–11, Aalborg-Dänemark 2011.
- „Der Streit um die Frauenordination“ – ein ökumenischer Denkzettel, in:„Auf Gegenkurs“ Eine Fest- und Denkschrift zum 100. Geburtstag von Pfarrerin Dr. h. c. Ilse Härter, Logos Verlag, Berlin 2011, S. 125–129.
- Wie vielfältig Leben doch sein kann., in: Neues Deutschland, Berlin, 8. August 2012.
- Er sitzt am Schmelztiegel – Erinnerungen an den dänischen Pastor und Dichter Kaj Munk, in: Deutsches Pfarrerblatt, Heft 1/2014, 114. Jahrgang, Speyer, S. 14–20.
- Kaj Munk – Widerstand mit dem offenen Wort, in: Kreuz und Rose CuS, Heft 1/2014, 67. Jahrgang, S. 38–44.
- Wertvolle Spurensicherung – Anmerkungen zu einem Band über Bonhoeffers Texte aus Finkenwalde, in: Deutsches Pfarrerblatt, Heft 4/2014, 114. Jahrgang, Speyer, S. 234–236.
- Min vej til Kaj Munk – mine veje med Kaj Munk in: Jon Høgh, Carl P. Behrens, Lisbeth Lunde Lauridsen (Hg.): „Vedersø Lolland retur“, Ringkøbing 2014, S. 58–72.
- Gütekraft, in: Kreuz und Rose CuS, Heft 1/2015, 68. Jahrgang, S. 58–62.
- Anmerkungen zu „Auf Gegenkurs“ Eine Fest- und Denkschrift zum 100. Geburtstag von Pfarrerin Dr. h. c. Ilse Härter, in: KZG (Kirchliche Zeitgeschichte) Dresden, 26. Jg. 2015, S. 163–168.
- Findes der med baggrund i Bekendelseskirkens kamp et historisk begrundet forbillede for personen biskop Beugel i Skuespillet ‘Han sidder ved Smeltediglen’? In: MUNKIANA Nr. 59, 20. Jahrgang, S. 30–37, Aalborg (Dänemark) 2016.
- Oscar Arnulfo Romero – Verteidiger der Armen, in: Gedenkt der Heiligsprechung von Oscar Romero durch die Armen dieser Erde. – Dokumentation des Ökumenischen Aufrufes zum 1. Mai 2011, hg. von Peter Bürger, Friedhelm Meyer, Christian Weisner, edition pace 3, BoD Norderstedt 2018, S. 141–168.
- Politischer Protest und christliches Martyrium am Beispiel von Oscar Romero, in: Gedenkt der Heiligsprechung von Oscar Romero durch die Armen dieser Erde. – Dokumentation des Ökumenischen Aufrufes zum 1. Mai 2011, hg. von Peter Bürger, Friedhelm Meyer, Christian Weisner, edition pace 3, BoD Norderstedt 2018, S. 169–186.
- Hvordan en amatør kom til at oversætte Kaj Munk, In: MUNKIANA Nr. 65, 22. Jahrgang,  S. 13–18, Tim-Dänemark 2019.
- Ein Teil unseres Erbes für die Solidarität - Interview in: presente 2/2022, CIR Münster, S. 28–29.
- Dansk version af forordet til den tyske oversættelse af Kaj Munks Drama "De Udvalgte". In: MUNKIANA Nr. 78, 28. Jahrgang,  S. 8–13, Tim-Dänemark 2019.